# 幕末青春グラフィティ 福沢諭吉
『幕末青春グラフィティ 福沢諭吉』（ばくまつせいしゅんグラフィティ ふくざわゆきち）は、1985年（昭和60年）2月11日に放送された、日本のテレビドラマである。

## 概要
福沢諭吉生誕150年を記念して製作され、TBSで放映されたスペシャルドラマ。中村勘九郎（のちの十八代目中村勘三郎）が若き日の福沢諭吉を演じた。
本作と同じく河合義隆演出により1982年（昭和57年）に日本テレビ放送網で製作、放映された『幕末青春グラフィティ 坂本竜馬』の第2作とも言うべき作品である。『坂本竜馬』では全編にわたってザ・ビートルズの音楽がBGMに使われているが、本作ではサイモン&ガーファンクルの楽曲がBGMとして使われている（後に発売されたVHSビデオ（販売元：ポニー／品番：V128F-1312）及びＤＶＤ（販売元：松竹／品番：DB-0740）では、BGMはすべて谷村新司の楽曲に差し替えられている）。また配役も『坂本竜馬』と共通する役者陣を配している（柴俊夫、原田大二郎、矢崎滋、島田紳助など）。特に武田鉄矢と石坂浩二は前作と同じ役柄を演じている。また、武田は脚本も一部担当している。

## あらすじ
安政2年（1855年）、福沢諭吉は大阪適塾に寄宿して蘭学を学んでいた。適塾の塾生たちは学問の傍ら、貧しい人たちを相手に西洋医学による医療を提供していたが、そのために漢方医である花山塾の塾生らからいじめを受けていた。そんな中、諭吉は花山塾の娘である於鈴と淡い恋に落ちる。一方、塾生仲間の大友仙吉は曽根崎の花魁・菊江に入れあげてしまう。だが、菊江の病死、於鈴の江戸下りを契機に、仲間たちはばらばらに散って行ってしまう。
万延元年（1860年）、幕府の遣米使節団の一員となった諭吉は、船員として咸臨丸に乗り込んだ大友仙吉と船上で再会する。アメリカで自由と平等を目の当たりにした2人だったが、咸臨丸が日本に近づくにつれて幕府役人たちの態度が変わってきた。

## キャスト
- 福沢諭吉 - 中村勘九郎（18代目中村勘三郎）
- 大友仙吉 - 永島敏行
- 清水栄次郎 - 榎木孝明
- 於鈴 - 荻野目慶子
- 菊江 - 原田美枝子
- 豆奴 - 清水由貴子
- 緒方洪庵 - 川谷拓三
- 適塾塾頭・伊藤 - 矢崎滋
- 岸 - 阿藤海
- 陣内 - 陣内孝則
- 花山塾塾頭・青山 - 原田大二郎
- 古川節蔵 - 渕野俊太
- 大鳥圭介 - 福田勝彌
- 中根 - 中根徹
- 岡っ引き・黒崎 - 島田紳助
- モデルの女 - 高倉美貴
- めし屋の親父 - 山谷初男
- 鬼頭 - 辻萬長
- 吉野楼女将 - 正司花江
- 吉野楼男衆 - 中村助五郎（2代目中村源左衛門）
- 大工 - でんでん
- 町人とんねるず - 石橋貴明・木梨憲武
- 水夫頭 - 石倉三郎
- 水夫 - 不破万作
- 木村芥舟 - 柴俊夫
- ジョン万次郎 - 平田満
- 坂本龍馬 - 武田鉄矢
- 勝海舟 - 石坂浩二
- ジャズに魅せられた男 - 日野皓正
- 野球に魅せられた男 - 衣笠祥雄
- 歌丸と名乗る老人 - 石立鉄男
- Railroad digger - Angela Paddon
- Lady walking past Velvet Kind shop - Carol Paddon
- Girl cleaning window - Wendy Paddon

## スタッフ
- 脚本：矢島正雄、森島弘、片山蒼
- 演出：河合義隆
- 主題歌：谷村新司「儚きは…」
- ロケ協力：みろくの里、進藤会館
- 技術協力：東通
- プロデューサー：道祖土健（ティンダーボックス）
- 企画：勝田祥三
- 制作：TBS　電通